# Fumiyo Kōno
こうの 史代
Œuvres principales
Le Pays des cerisiers
Dans un recoin de ce monde
Fumiyo Kōno (こうの 史代, Kōno Fumiyo) ou Fumiyo Kouno est une mangaka japonaise née le 28 septembre 1968 à Hiroshima au Japon.

## Œuvres
- Les Fleuristes du coin de la rue (街角花だより, Machikado Hana da yori?), prépublié entre 1995 et 2003, et édité en un volume chez Futabasha[1]. Edité en français chez Kana[2].
- Pippira Nōto (ぴっぴら帳?), prépublié entre 1997 et 2004, et édité en 2 volumes chez Futabasha[1].
- Koko (こっこさん, Kokko-san?), prépublié dans le magazine Manga Time Jumbo entre 1999 et 2001, et édité en un volume chez Ohzora Publishing. Edité en français chez Glénat[3].
- Une Longue route (長い道, Nagai Michi?), prépublié entre 2001 et 2004, et édité en un volume chez Futabasha[1]. Edité en français chez Kana[4].
- Le Pays des cerisiers (夕凪の街 桜の国, Yūnagi no machi, Sakura no kuni?), prépublié dans le magazine Weekly Manga Action en 2003 et 2004, et compilé en un volume chez Futabasha[1]. Edité en français chez Kana[5].
- Kappa no Neneko (かっぱのねね子?), prépublié en 2001 et 2002 dans le magazine Oki na Pocket et édité chez Fukuinkan Shoten.
- Pour Sanpei (さんさん録, Sansan Rokku?), prépublié entre 2004 et 2006 dans le magazine Manga Action, et édité en 2 volumes chez Futabasha[1]. Edité en français chez Kana[6].
- Dans un recoin de ce monde (この世界の片隅に, Kono sekai no katasumi ni?), prépublié entre 2007 et 2009 dans le magazine Manga Action et édité en 3 volumes chez Futabasha[1]. Edité en français chez Kana[7].
- Heibon Club (平凡倶楽部?), prépublié en 2009 et 2010, et édité en un volume chez Heibonsha[8].
- Ballpen Kojiki (ぼおるぺん古事記?), prépublié en 2011 et 2012, et édité en 3 volumes chez Heibonsha[9].
- Hi no Tori (日の鳥?), prépublié de 2012 à 2016 dans le magazine Weekly Manga Goraku, et édité en 2 volumes[10],[11] chez Nihon Bungeisha.
- Hyakuichi hyakuichi (百一 hyakuichi?), prépublié de 2018 à 2021 dans le magazine Weekly Manga Goraku, et édité en un volume chez Nihon Bungeisha[12].